# Zeljko Ćorić
Pour les articles homonymes, voir Ćorić.
Zeljko Ćorić, né le 24 août 1988, est un joueur international bosniaque de volley-ball qui évolue au poste de passeur.

## Biographie
Zeljko Ćorić est originaire de la ville de Kakanj en Bosnie-Herzégovine qu'il a fui à l'âge de 5 ans avec ses parents au début de la guerre. Ils ont rejoint la ville de Zvornik où il débuta le volley-ball. Zeljko Ćorić vient d'une famille sportive bien connue de Kakanj. Son grand-père Nikola était l'un des premiers gardiens de but d'après-guerre du FK Rudar. Les trois sœurs de son père Vlado (Mira, Nada et Zrinka) étaient joueuses de handball.
En 2021, Zeljko Ćorić est ambassadeur sportif de la ville de Zvornik.

## Carrière
En 2010, Zeljko participe avec l’équipe nationale de Bosnie-Herzégovine en 2010 au tournoi de qualification pour le championnat d’Europe.
En 2021, Zeljko participe aux éliminatoires 2021 du championnat d'Europe avec l'équipe nationale de Bosnie dans un groupe composé du Danemark, de la Macédoine du Nord et de la Turquie.
Zeljko arrive au Tours Volley-Ball en 2020 pour remplacer l'Espagnol Angel Trinidad, parti à Varsovie.
Lors de sa saison 2022-2023 avec le Tours Volley-Ball, il remporte le doublé Coupe-Championnat. Il est d'ailleurs élu meilleur passeur du Championnat de France.

## Clubs
| Période     | Club                 |
| ----------- | -------------------- |
| 2007–2009   | Vojvodina Novi Sad   |
| 2009-2010   | OK Kakanj            |
| 2010-2011   | VCA Niederösterreich |
| 2011-2012   | Axis Guibertin       |
| 2012-2013   | Nancy VMJ            |
| 2013-2014   | Maromme-Canteleu V76 |
| 2014-2016   | Tourcoing LM         |
| 2016-2017   | VK Minsk             |
| 2017-2018   | GFC Ajaccio          |
| 2018-2019   | Nice VB              |
| 2019–2020   | Arago de Sète        |
| Depuis 2020 | Tours VB             |

## Palmarès

### En Clubs
| Compétitions                      | Distinction                            | Période   |
| --------------------------------- | -------------------------------------- | --------- |
| Coupe de la CEV                   | Médaille d'argent                      | 2022      |
| Championnat de France Ligue A     | Médaille d'or · Médaille d'argent      | 2023 2022 |
| Coupe de France                   | Médaille d'or · Médaille d'argent      | 2023 2022 |
| Supercoupe de France              | Médaille d'argent                      | 2017      |
| Championnat de France Pro B       | Médaille de bronze                     | 2016      |
| Ligue serbe                       | Médaille d'argent · Médaille de bronze | 2009 2008 |
| Coupe de Serbie                   | Médaille de bronze                     | 2009      |
| Coupe de Bosnie-Herzégovine       | Médaille d'or                          | 2010      |
| Championnat de Bosnie-Herzégovine | Médaille d'or                          | 2010      |
| Ligue Biélorusse                  | Médaille d'or                          | 2017      |
| Lebanese Division 1               | Médaille d'argent                      | 2018      |

### Distinction individuelle
Elu meilleur passeur du Championnat de France 2022-2023